# ウィルフリード・カノン
ウィルフリード・カノン（Wilfried Kanon、1993年7月6日 - ）は、コートジボワールのプロサッカー選手。コートジボワール代表。ポジションは、ディフェンダー(CB)。

## 経歴
2010年、17歳の時にエンポリFCの下部組織に入団。
2012年、練習参加をへてルーマニアのAFグロリア・ビストリツァに入団。7月のFCアストラ戦で初出場。
2012-13シーズン終了後、ASCコロナ2010ブラショヴに移籍。しかし労働許可証の問題から5試合の出場にとどまった。
2013年、ADOデン・ハーグと2年契約を結んだ。
2019年9月18日、エジプト・プレミアリーグのピラミッズFCへと移籍した。
2022年3月28日、HIFK Fotbollに移籍した。

## 代表歴
アフリカネイションズカップ2015・準決勝のコンゴ民主共和国戦で初ゴールを挙げ、同大会優勝に貢献した。

## タイトル
コートジボワール代表
- アフリカネイションズカップ2015